# Scrubs – Die Anfänger/Staffel 6
Die sechste Staffel der US-amerikanischen Fernsehserie Scrubs – Die Anfänger feierte ihre Premiere am 30. November 2006 auf dem Sender NBC. Die deutschsprachige Erstausstrahlung sendeten der deutsche Free-TV-Sender ProSieben und der österreichische Free-TV-Sender ORF eins vom 6. Oktober bis zum 20. Dezember 2007.

## Darsteller
| Figur                            | Darsteller       | Deutscher Sprecher       |
| -------------------------------- | ---------------- | ------------------------ |
| Dr. John Michael „J. D.“ Dorian  | Zach Braff       | Kim Hasper               |
| Dr. Elliot Reid                  | Sarah Chalke     | Ranja Bonalana           |
| Dr. Christopher Duncan Turk      | Donald Faison    | Sebastian Schulz         |
| Carla Espinosa                   | Judy Reyes       | Tanja Geke               |
| Dr. Percival Ulysses „Perry“ Cox | John C. McGinley | Bernd Vollbrecht         |
| Dr. Robert „Bob“ Kelso           | Ken Jenkins      | Friedrich Georg Beckhaus |
| Der Hausmeister                  | Neil Flynn       | Thomas Nero Wolff        |
| Nebendarsteller                  |                  |                          |
| Theodore „Ted“ Buckland          | Sam Lloyd        | Hans Hohlbein            |
| Dr. Todd „The Todd“ Quinlan      | Robert Maschio   | Björn Schalla            |
| Keith Dudemeister                | Travis Schuldt   | Tommy Morgenstern        |
| Schwester Laverne Roberts        | Aloma Wright     | Regina Lemnitz           |
| Jordan Sullivan                  | Christa Miller   | Andrea Kathrin Loewig    |
| Dr. Kim Briggs                   | Elizabeth Banks  | Melanie Hinze            |
| Dr. Doug Murphy                  | Johnny Kastl     | Bernhard Völger          |
| Lloyd Slawski                    | Mike Schwartz    | Michael Bauer            |

## Episoden
| Nr. (ges.) | Nr. (St.) | Deutscher Titel                | Originaltitel                                   | Erstausstrahlung USA | Deutschsprachige Erstausstrahlung (D/A) | Regie            | Drehbuch                       |
| --- | --------- | ------------------------------ | ----------------------------------------------- | -------------------- | --------------------------------------- | ---------------- | ------------------------------ |
| 118 | 1         | Mein Spiegelbild               | My Mirror Image (2)                             | 30. Nov. 2006        | 6. Okt. 2007 (ProSieben)                | John Inwood      | Tim Hobert                     |
| J. D. hat Mühe, sich mit Kims Schwangerschaft abzufinden. Dr. Cox hat Probleme mit seinem Jähzorn. Der Hausmeister hinterfragt sein Leben im Allgemeinen. Alle drei finden sich in älteren Patienten wieder, welche durch ähnliche Probleme zu diesen Menschen geworden sind. Elliot hat ein Problem damit, dass sie als einzige nicht schwanger ist. Alle außer der Hausmeister finden auf ihre Art aus ihrem Tief heraus, indem sie sich ihren Problemen stellen und Hilfe annehmen. Zudem muss J. D. seinen Kollegen beichten, dass Kim schwanger geworden ist, ohne dass sie „richtigen“ Sex hatten. |           |                                |                                                 |                      |                                         |                  |                                |
| 119 | 2         | Mein Baby und sein Baby        | My Best Friend’s Baby’s Baby and My Baby’s Baby | 7. Dez. 2006         | 6. Okt. 2007 (ProSieben)                | Gail Mancuso     | Neil Goldman & Garrett Donovan |
| Carla bekommt die ersten Wehen und sollte ins Krankenhaus, aber Turk ist so übermotiviert, dass Elliot vieles für Carla vorbereitet und Turks Platz einnimmt. J. D. und Kim erstellen eine Liste pro oder contra Baby, um eine rationale Entscheidung zu treffen. Als aber das Baby von Carla da ist, fällt ihnen die Entscheidung leicht. Dr. Cox ist sehr offen mit seinem Sohn und bekommt deswegen Ärger mit Jordan, denn Jack ist erst drei und kein erwachsener Kumpel. |           |                                |                                                 |                      |                                         |                  |                                |
| 120 | 3         | Mein Kaffee                    | My Coffee                                       | 14. Dez. 2006        | 13. Okt. 2007 (ProSieben)               | Rick Blue        | Tad Quill                      |
| Dr. Kelso eröffnet neben dem Krankenhaus eine Filiale von „Coffee Bucks“. Der Hausmeister findet es ungerecht, dass die Mitarbeiter dort eine Zahnversicherung erhalten, die Hausangestellten des Krankenhauses aber nicht. So treten sie in einen Streik und gehen zu „Coffee Bucks“ arbeiten, bis Dr. Kelso nachgibt. Turk gibt gegen Entgelt medizinische Ratschläge außerhalb des Krankenhauses, weil er Angst hat, dass er seine Familie nicht mehr ernähren kann, falls Carla nicht mehr zur Arbeit zurückkehrt. Elliot hat einen Patienten, der Chef einer Privatklinik ist. Er hat seinen eigenen Assistenten mitgebracht und Elliots Behandlung wird einfach umgestoßen. Sie wehrt sich aber dagegen und zieht damit auch den Zorn von Dr. Cox auf sich. Aber die Anstrengungen zahlen sich aus, weil sie einen Job an der Privatklinik angeboten bekommt. Kim eröffnet J. D., dass sie an einer neuen, befristeten Stelle in Tacoma, Washington überlegt. |           |                                |                                                 |                      |                                         |                  |                                |
| 121 | 4         | Mein Dr. House                 | My House                                        | 4. Jan. 2007         | 13. Okt. 2007 (ProSieben)               | John Putch       | Bill Callahan                  |
| Elliot bezieht ihr neues Büro als Privatärztin und Dr. Kelso eröffnet ihr, dass er deshalb ab sofort nicht mehr mit ihr spricht. J. D. versucht Kim zu beeinflussen, sodass sie bleibt, aber es gelingt ihm nicht. Zudem hat er eine Patientin mit eigenartigen Symptomen, die er nicht richtig deutet, da er ihre psychische Verfassung nicht beachtet. Derweil benimmt sich Dr. Cox wie Dr. House, um diverse mysteriöse Fälle aufzuklären. Turk rutscht immer mehr in finanzielle Schwierigkeiten, weil Carla das Krankenhaus nicht verlassen will, dabei hat sie eine Wochenbettdepression, was keiner bemerkt. |           |                                |                                                 |                      |                                         |                  |                                |
| 122 | 5         | Mein Neid                      | My Friend With Money                            | 11. Jan. 2007        | 20. Okt. 2007 (ProSieben)               | John Michel      | Gabrielle Allan                |
| Elliot genießt ihr Leben als Privatärztin sehr. Sie geht unabhängig vom Status ihrer Patienten um fünf Uhr abends und gibt ihre Aufgaben an Dr. Cox weiter. Das gefällt ihm und J. D. gar nicht, ein wenig Neid schwingt auch mit. Cox und der Hausmeister nutzen eines der neuen Luxuszimmer als Ort der Ruhe, stören sich aber gegenseitig. Daher mauert der Hausmeister die Türe zu. Carla leidet immer noch an den postpartalen Stimmungskrisen. Turk weiß sich nicht mehr zu helfen und sucht Rat bei Dr. Cox. Der schickt seine Frau Jordan, weil sie selbst schon so etwas durchgemacht hat. Elliot schenkt J. D. und Kim eine Webcam, damit sie sich sehen und nicht nur hören können. |           |                                |                                                 |                      |                                         |                  |                                |
| 123 | 6         | Mein Musical                   | My Musical                                      | 18. Jan. 2007        | 27. Okt. 2007 (ProSieben)               | Will Mackenzie   | Debra Fordham                  |
| Zufällig beobachten Elliot und J. D., wie eine Frau im Park zusammenbricht. Als sie wieder zu sich kommt, nimmt sie alles um sich herum wie in einem Musical wahr. Eine genauere Untersuchung im Sacred Heart fördert ein riesiges Aneurysma zu Tage, welches die Störung auslöst. Dr. Cox muss der Patientin klarmachen, dass trotz des gefährlichen Eingriffs alles gut wird. Carla möchte eigentlich wieder arbeiten, doch eine Nanny ist teuer. Zuerst fügt sie sich, merkt aber bald, dass ihr die Arbeit fehlt und muss dies nun Turk klarmachen. Elliot hat ein neues Haus für sich gefunden. J. D. geht davon aus, dass er mit ihr umzieht, was Elliot in Erklärungsnot bringt. |           |                                |                                                 |                      |                                         |                  |                                |
| 124 | 7         | Meine streitsüchtigen Kollegen | His Story IV                                    | 1. Feb. 2007         | 3. Nov. 2007 (ProSieben)                | Linda Mendoza    | Mike Schwartz                  |
| Dr. Kelso hält sich immer mehr aus dem Tagesgeschäft im Krankenhaus raus, was auch seinen Mitarbeitern auffällt. Bei einem seiner Zufallsbesuche auf der Station lernt er den Soldaten Brian Dancer kennen, der im Irakkrieg verwundet wurde. Es entbrennt eine hitzige Diskussion unter den Angestellten, wer woran Schuld ist und wer wen wählt. Die Patienten werden dabei vernachlässigt. Dancer bringt Kelso zur Einsicht, dass ein Chef nicht nett sein muss, sondern einfach ein Chef, der sein Personal anspornt. J. D. fühlt sich von seinen Kollegen im Stich gelassen, weil sie wegen der Diskussionen keine Zeit für seine Probleme bei der Wohnungssuche haben. |           |                                |                                                 |                      |                                         |                  |                                |
| 125 | 8         | Meine Spritztour               | My Road to Nowhere                              | 8. Feb. 2007         | 3. Nov. 2007 (ProSieben)                | Mark Stegemann   | Mark Stegemann                 |
| Turk überzeugt J. D., dass er beim ersten Ultraschall von Kim dabei sein muss und nach Tacoma reisen soll. Carla überlistet Turk, damit sie J. D. begleiten kann, auch Elliot und Keith kommen mit. So haben sie (zusammen mit Rowdy) zu wenig Platz im Auto. Also kapern sie das neue Wohnmobil von Dr. Kelso mitsamt Ted. Unterwegs stellt sich heraus, dass auch der Hausmeister dabei ist, der seinen Mittagsschlaf im Wohnmobil gemacht hat. Doch die Reise ist für J. D. vergebens, weil Kim ihm mitteilen muss, dass sie eine Fehlgeburt hatte. Am Ende stellt sich raus, dass Kim ihn angelogen hat. Auch Jordan hat einen Ultraschall-Termin, dabei stellt der Kinderarzt fest, dass mit dem ungeborenen Kind etwas nicht stimmt und operiert werden muss. Dr. Cox dreht deswegen komplett durch und bittet Turk, bei der Operation dabei zu sein, da er selbst nicht darf. Dabei erfährt Turk das Geschlecht des Babys, das Cox eigentlich laut Jordan nicht wissen dürfte. Da bei Cox nach der gelungenen OP keine Freude aufkommt, sagt Turk es ihm trotzdem. |           |                                |                                                 |                      |                                         |                  |                                |
| 126 | 9         | Mein Durchhänger               | My Perspective                                  | 15. Feb. 2007        | 10. Nov. 2007 (ProSieben)               | John Putch       | Angela Nissel                  |
| Nachdem J. D. bei seinen Nachbarn von der Toilette gekippt ist, stellt Dr. Cox bei der Untersuchung fest, dass J. D. unter vasovagaler Synkope leidet. Wenn er also auf der Toilette drückt, wird ihm schwarz vor Augen. Elliot und Turk streiten sich nun darüber, wer auf J. D. aufpassen muss, während Carla sich mit ihrer neuen Ausrede ‚ich habe ein Baby‘ davor drückt. Milos, ein in seinem Heimatland ausgebildeter Chirurg, der wieder von vorne anfangen muss, treibt Turk in den Wahnsinn, weil er trotz seiner untergebenen Stellung keinen Hehl aus seinem Wissen und seinen Fähigkeiten macht. |           |                                |                                                 |                      |                                         |                  |                                |
| 127 | 10        | Meine Abmachung                | My Therapeutic Month                            | 22. Feb. 2007        | 10. Nov. 2007 (ProSieben)               | Ken Whittingham  | Aseem Batra                    |
| Brian Dancer hat eine hübsche Physiotherapeutin bekommen, die ihm das Schreiben wieder beibringen soll. J. D. verknallt sich sofort ihn sie, traut sich aber nicht, nach einem Date zu fragen. Überdies lügt er Brian an, dass er sie schon gefragt hätte. Turk hat sich beim Rumalbern mit J. D. den Arm gebrochen. Dr. Kelso schickt ihn deswegen zur Arbeit auf die Innere, wo er Dr. Cox als Assistenzarzt unterstellt ist. Der zeigt ihm schonungslos auf, dass er außer von Chirurgie keine Ahnung von Medizin hat. Keith zieht bei Elliot ein, muss sich aber ihren strengen Regeln beugen, was im Streit endet. Erst nach Intervention durch Carla packen J. D., Turk und Elliot ihre Probleme richtig an. |           |                                |                                                 |                      |                                         |                  |                                |
| 128 | 11        | Meine Erinnerungen             | My Night To Remember                            | 1. März 2007         | 1. Dez. 2007 (ProSieben)                | Richard Davis    | Debra Fordham                  |
| Ein Patient wird eingeliefert, da er vom Dach gesprungen ist. Weil er eine Amnesie hat und nicht weiß, weshalb er hier liegt, soll es ihm jemand sagen. Aber stattdessen schwelgen J. D., Elliot, Turk, Carla, Dr. Cox, Dr. Kelso und der Hausmeister in ihren Erinnerungen der letzten sechs Jahre, bis sich Elliot aufrafft, dem Patienten die Wahrheit zu sagen. |           |                                |                                                 |                      |                                         |                  |                                |
| 129 | 12        | Mein Goldfischglas             | My Fishbowl                                     | 8. März 2007         | 17. Nov. 2007 (ProSieben)               | Chris Koch       | Kevin Biegel                   |
| Soldat Brian Dancer ist soweit, dass er entlassen werden kann. Er freut sich darauf, dass er zurück in die Army kann. Doch dann fällt er plötzlich in ein Koma. Schnell stellen die Ärzte fest, dass er eine Überdosis Tabletten genommen hat, weil er doch nicht in die Army zurückkehren darf, die sein Leben bedeutet. Elliot und J. D. versuchen, ihn positiv zu beeinflussen, dass das Leben auch andere schöne Seiten hat und man sich nach einem Tiefschlag wieder aufrappeln muss. Dr. Cox hat eine Auseinandersetzung mit Carla, weil er ihre Witze nicht mehr lustig findet und der Hausmeister muss die ganze Zeit für J. D. auf einen Goldfisch aufpassen, bis er ihn auf den Boden stellt und das Glas danach kaputt geht. Während dieser Wartezeit stellt sich heraus, dass der Goldfisch mit dem Hausmeister sprechen kann und die Reinkarnation von Dr. Kelsos damaligem Zugführer Roger Dorsy ist, welcher in Vietnam in dessen Armen starb. |           |                                |                                                 |                      |                                         |                  |                                |
| 130 | 13        | Meine neuen Klamotten          | My Scrubs                                       | 15. März 2007        | 17. Nov. 2007 (ProSieben)               | John Putch       | Clarence Livingston            |
| Dr. Kelso trifft seine Freundin Maggie im Park und er stellt fest, dass sie ein Hämatom am Fuß hat. Zur Behandlung nimmt er sie mit in die Klinik. Da Maggie aber keine Krankenversicherung hat, muss sich das Team einen Trick einfallen lassen, um sie trotzdem behandeln zu können. Gleichzeitig fällt Dr. Kelso der hohe Verbrauch an Klinikkleidern auf, da das Personal diese für andere Zwecke entwendet. Daher ersetzt er die bisher farbige Kleidung durch eine dunkelbraune. Leider hat dies auch Auswirkungen auf die Behandlung von Maggie, weil das Personal nun Angst hat, dass auch der Trick bestraft werden würde. So muss Dr. Kelso klein beigeben. Elliot glaubt daran, dass ein ehemaliger Drogensüchtiger nun clean ist. Dr. Cox findet jedoch heraus, wie dieser weiterhin an seinen Stoff kommt. Der Hausmeister erpresst Carla, weil er weiß, dass sie damals den ausgestopften Hund Rowdy verloren hat. |           |                                |                                                 |                      |                                         |                  |                                |
| 131 | 14        | Mein scharfes Kindermädchen    | My No Good Reason (1)                           | 22. März 2007        | 24. Nov. 2007 (ProSieben)               | Zach Braff       | Janae Bakken                   |
| Turk und Carla haben eine sehr hübsche Nanny für Izzy eingestellt und J. D. ist sofort in sie verknallt. Da auch Turk nicht wegsehen kann, bekommt er bald Streit mit Carla. Elliot möchte den Hund einer Patienten ins Krankenhaus lassen, weil sie einen positiven Verlauf bei der Genesung sieht, aber Dr. Kelso ist dagegen. So bittet sie den Hausmeister um Hilfe beim Schmuggeln. Dr. Cox und Schwester Laverne haben einen Disput über „alles was passiert hat seinen Grund“, den Laverne mit ihrem Glauben zu Gott verteidigt, bis ein junges Mädchen mit einer Stichverletzung eingeliefert wird. Bei der Untersuchung stellt sich heraus, dass sie einen Tumor hat, den man ohne die Messerattacke nie gefunden hätte. So beginnt sich auch Dr. Cox zu hinterfragen, als ihn dann die Nachricht erreicht, dass Laverne einen Unfall hatte und im Koma liegt. |           |                                |                                                 |                      |                                         |                  |                                |
| 132 | 15        | Meine Patenschaft              | My Long Goodbye (2)                             | 5. Apr. 2007         | 24. Nov. 2007 (ProSieben)               | Victor Nelli jr  | Dave Tennant                   |
| Elliot erinnert sich an Lavernes Krankenbett an ihre schweren Tage im Krankenhaus und wie Laverne sie wieder aufgerichtet hat. Carla hingegen will, dass sich niemand von Laverne verabschiedet, weil immer die Möglichkeit besteht, dass sich der Zustand bessert. Ab diesem Moment begleitet Laverne Carla imaginär. Als sie für hirntot erklärt wird, verabschieden sich alle bei Laverne, außer Carla. Aber in Gesprächen mit „Lavernes Geist“ merkt sie, dass sie sich auch verabschieden muss, damit Laverne sterben kann. Zur gleichen Zeit hat Jordan ihren Kaiserschnitt und Dr. Cox will verhindern, dass irgendjemand davon erfährt, weil er Angst hat, dass die Geburt ihrer Tochter mit dem Tod von Laverne in Verbindung gebracht wird. Doch auch er muss einsehen, dass man das Schicksal nicht beeinflussen kann, und Freud und Leid nahe beieinander liegen. |           |                                |                                                 |                      |                                         |                  |                                |
| 133 | 16        | Mein tauber Patient            | My Words of Wisdom                              | 12. Apr. 2007        | 1. Dez. 2007 (ProSieben)                | Victor Nelli jr  | Eric Weinberg                  |
| J. D. muss einen Jungen behandeln, der wie dessen Vater taub ist. Auf der Suche nach einer Person, die Gebärdensprache kann, wird er an den Hausmeister verwiesen. Es stellt sich heraus, dass der Sohn durch ein Implantat hören könnte, aber sein Vater ist dagegen. Daher wendet sich J. D. auf den Rat von Dr. Cox an die Mutter. Bei der Beerdigung Lavernes erinnert der Pastor daran, dass man sich auch mal Zeit für sich nehmen und Mitgefühl zeigen soll, was Dr. Cox ins Grübeln bringt. Elliot merkt, dass sie nur „ich liebe dich“ zu Keith zu sagen braucht, um die Beziehung weiterzuentwickeln. Turk muss Carla zugestehen, dass es wichtig ist, dass Laverne nicht in Vergessenheit gerät. |           |                                |                                                 |                      |                                         |                  |                                |
| 134 | 17        | Meine Nebendarsteller          | Their Story                                     | 19. Apr. 2007        | 8. Dez. 2007 (ProSieben)                | Richard Wells    | Andy Schwartz                  |
| Diesmal erzählt nicht J. D. die Geschichte, sondern Ted, Todd und Jordan. Ted hilft den Schwestern, damit sie mehr Lohn erhalten, ohne dass die von Dr. Kelso angedrohten Entlassungen durchgezogen werden, indem er Mut beweist und den Schwestern eine Information zuspielt, mit der sie Kelso erpressen. Jordan versucht die Beziehung von Elliot und Keith zu torpedieren, scheitert aber an ihren plötzlich aufkommenden Gefühlen und muss sich bei Elliot entschuldigen. Todd bewahrt Turk vor einem großen Fehler, als dieser sich bei einer Schönheitsoperation für eine 16-jährige einmischen will, weil er meint, ihre Mutter zwinge sie dazu. Dabei will es die Tochter selbst, da sie an der Schule gemobbt wird. |           |                                |                                                 |                      |                                         |                  |                                |
| 135 | 18        | Meine Eifersucht               | My Turf War                                     | 26. Apr. 2007        | 8. Dez. 2007 (ProSieben)                | Bill Lawrence    | Sean Russell                   |
| Weil Keith nicht da ist, hat J. D. Elliot gefragt, ob sie mit ihm ausgehen würde, weil sie schon lange keine Zeit mehr zusammen verbracht haben. Aber Elliot sagt, sie hätte keine Zeit. Als Elliots Studienfreundin Melody überraschend zu Besuch kommt, hat sie aber plötzlich Zeit für sie. J. D. fühlt sich übergangen und versucht die Beziehung zwischen den beiden Frauen zu sabotieren. Turk beklagt sich bei Dr. Cox darüber, dass er ihm nie gute Operationen zuhalte, wie den anderen Chirurgen. So beginnt Cox ein Spielchen mit ihm um Lloyd, der als simulierender Patient auf der Station liegt. Als Dr. Cox dann meint, Turk hätte Lloyd für nichts operiert, muss er feststellen, dass Turk ihn reingelegt hat. Carla findet heraus, dass der Hausmeister als Gespenst auf der Pädiatrie herumgeistert, weil er sich daran stört, dass die Kinder immer alles schmutzig machen und er ihnen Angst einjagen will. |           |                                |                                                 |                      |                                         |                  |                                |
| 136 | 19        | Meine kalte Dusche             | My Cold Shower                                  | 3. Mai 2007          | 14. Dez. 2007 (ORF eins)                | John Inwood      | Janae Bakken                   |
| Keith hat Elliot einen Heiratsantrag gemacht, da aber der Verlobungsring nicht passt, sagt sie nein. Sie gibt ihm aber eine zweite Chance, wenn er den Ring angepasst hat. Turk hatte keinen Sex mehr mit Carla, seit Izzy geboren wurde, denn sie fühlt sich noch nicht so weit. J. D. versucht bei Melody zu landen, aber sie lässt ihn nicht weiter als Knutschen ohne Anfassen. Da hilft bei allen nur eine kalte Dusche. Carla und Elliot haben beide ältere Patienten und finden nicht heraus, was ihnen fehlt, bis Dr. Cox einen Zusammenhang herstellt und Syphilis diagnostiziert. Beim zweiten Heiratsantrag von Keith merkt J. D., dass er als Einziger alleine ist und er derjenige sein sollte, der neben Elliot steht. |           |                                |                                                 |                      |                                         |                  |                                |
| 137 | 20        | Meine Reise nach Phoenix       | My Conventional Wisdom                          | 10. Mai 2007         | 15. Dez. 2007 (ProSieben)               | Michael McDonald | Bill Callahan                  |
| J. D. begleitet Turk zu einem Ärztekongress in Phoenix. Dabei trifft er auf seine Ex-Freundin Kim und muss feststellen, dass sie ihn angelogen hatte, als sie ihm sagte, sie hätte eine Fehlgeburt gehabt. J. D. ist mit der Situation überfordert und läuft davon. Auch Dr. Kelso ist mit anderen Chefärzten am Kongress und dafür bekannt, dass sie immer über die Stränge schlagen. Währenddessen übernimmt der Hausmeister dessen Job als Chefarzt im Sacred Heart und fällt ein paar ungewöhnliche Entscheide. Zurück im Krankenhaus steht J. D. vor Elliot und Kim, die ihm nachgereist ist, und ist sich seiner Gefühle nicht mehr sicher. |           |                                |                                                 |                      |                                         |                  |                                |
| 138 | 21        | Mein Kaninchen                 | My Rabbit                                       | 17. Mai 2007         | 19. Dez. 2007 (ORF eins)                | John Putch       | Kevin Biegel & Aseem Batra     |
| Carla soll Trauzeugin sein und die Junggesellinnenparty für Elliot organisieren. Doch bald zeigt sich, dass Elliot die Kontrolle nicht abgeben will und Carla dauernd reinredet. Carla will so nicht weitermachen und Elliot muss sich entscheiden. Schließlich findet Carla eine Lösung, mit der auch Elliot leben kann. J. D. erfährt, dass Kims Baby ein Junge wird. Er weiß aber nicht, ob er ihr noch trauen kann, und ob er wieder mit ihr zusammen sein will. Turk und Dr. Cox, beide schon Väter, müssen J. D. erklären, was für eine Verantwortung er als Vater nun haben wird, was J. D.s Entscheidung erleichtert. |           |                                |                                                 |                      |                                         |                  |                                |
| 139 | 22        | Meine Zukunft                  | My Point Of No Return                           | 17. Mai 2007         | 20. Dez. 2007 (ORF eins)                | Linda Mendoza    | Neil Goldman & Garrett Donovan |
| Dr. Cox regt sich immer noch darüber auf, dass J. D. der Pate seiner Tochter werden soll. Doch sein Bestechungsversuch bei J. D. misslingt. Erst als er Jordans Forderungen annimmt, lenkt sie ein. Kim wohnt wieder bei J. D. und auch die Beziehung scheint wieder zu funktionieren. Sie bekommt sogar ein Angebot, dass sie wieder im Sacred Heart arbeiten kann. Elliot plant weiterhin ihre Hochzeit mit Keith, verfällt aber in Panik, weil sie sich plötzlich nicht mehr sicher ist, ob Keith der Richtige ist. Auch J. D. muss seine Situation mit Kim überdenken. Zufällig treffen sich Elliot und J. D. im Bereitschaftsraum, und beginnen miteinander über ihre Ängste zu reden. Dabei kommen sie sich näher. |           |                                |                                                 |                      |                                         |                  |                                |

## DVD-Veröffentlichung
In den Vereinigten Staaten wurde die DVD zur sechsten Staffel am 30. Oktober 2007 veröffentlicht. In Deutschland ist die DVD zur sechsten Staffel seit dem 17. April 2008 erhältlich.